# Ctenomys lewisi
Ctenomys lewisi är en däggdjursart som beskrevs av Thomas 1926. Ctenomys lewisi ingår i släktet kamråttor, och familjen buskråttor. IUCN kategoriserar arten globalt som livskraftig. Inga underarter finns listade i Catalogue of Life. Arten är uppkallad efter en brittisk affärsman, John Spedan Lewis, som finansierade olika zoologiska expeditioner till Sydamerika och Asien.
Denna gnagare blir 20,4 till 21,9 cm lång (huvud och bål), har en 6,8 till 7,1 cm lång svans och cirka 3,7 cm långa bakfötter. Arten har kanelbrun till rödbrun päls på ovansidan och på vissa kroppsdelar kan det finnas mörkare skuggor. Svansen är bara glest täckt med hår. Den är främst vit med undantag av ovansidan nära roten. Kännetecknande för arten är dessutom stora kraftiga övre framtänder.
Ctenomys lewisi förekommer i höglandet i södra Bolivia. Den vistas i gräsmarker mellan 2600 och 4000 meter över havet. Individerna gräver underjordiska bon och bildar kolonier. Födan utgörs av olika växtdelar, däribland rötter och rotfrukter.